# Guacirco (Neiva)
Guacirco es un corregimiento en el norte del municipio de Neiva sobre la margen izquierda del Río Magdalena. Limita al norte con el municipio de Aipe, al oeste con el corregimiento de San Luis, al este con el corregimiento de Fortalecillas y la Comuna 9 de la cabecera municipal, y al sur con el municipio de Palermo. Es un corregimiento donde se explota minas, petróleo y gas natural, cruzado por el Río Baché de sur a norte.

## Veredas
El corregimiento Guacirco se divide en 6 veredas:
| Vereda                 |
| ---------------------- |
| Guacirco - San Jorge   |
| San Andrés de Busiraco |
| Tamarindo              |
| San Francisco          |
| Peñas Blancas          |